# Frederick Loewe
Frederick Loewe (10. června 1901 Berlín, Německo – 14. února 1988 Palm Springs, Kalifornie) byl rakousko-americký klavírista a hudební skladatel. Ve spolupráci s dramatikem Alanem J. Lernerem zkomponoval řadu muzikálů pro divadla na Broadwayi, včetně slavných muzikálů My Fair Lady a Camelot, které byly také zfilmovány.

## Život
Narodil se v Berlíně rodičům pocházejícím z Vídně. Jeho otec, Edmond Loewe, byl znám jako židovská operetní hvězda a vystupoval v mnoha divadlech Evropy a Severní i Jižní Ameriky
Frederick vyrůstal v Berlíně. Od raného věku hrál podle sluchu na klavír a pomáhal svému otci při studiu rolí. Písničky začal komponovat v sedmi letech. Později studoval na berlínské konzervatoři u Ferruccia Busoniho a Eugena d'Alberta. Ve svých třinácti letech vystoupil jako nejmladší klavírista v historii s Berlínskými filharmoniky. Školu absolvoval s vyznamenáním a vystupoval jako koncertní klavírista.
V roce 1924 získal otec angažmá v New Yorku. Frederickova představa jak rychle dobude Broadway se ukázala být naivní. Vystřídal různá povolání jako značkování dobytka, zlatokopectví i zápas o ceny až konečně získal místo klavíristy v německých klubech v Yorkville a jako klavírista doprovázející němé filmy.
Stal se členem klubu The Lambs, klubu sdružujícího divadelní umělce a manažery. Tam v roce 1942 poznal Alana J. Lernera. Jejich prvním společným dílem byla adaptace komedie Barryho Connerse The Patsy, nazvaná Life of the Party. Udržela se na scéně po devět týdnů. Povzbuzeni úspěchem se spojili s Arthurem Piersonem a jejich dílem se stal v roce 1943 muzikál What's Up?, který se stal prvním Loewým muzikálem uvedeným na Broadwayi. Dočkal se 63 představení. Po dvou letech pak následoval The Day Before Spring.
Prvním skutečným úspěchem však byl Brigadoon v roce 1947. Romantická fantasie situovaná do pověstné skotské vesnice, která se objevuje vždy jen jednou za sto let. Po méně úspěšném muzikálu Paint Your Wagon přišel v roce 1956 konečně úspěch století – adaptace divadelní hry Pygmalion G. B. Shawa pod názvem My Fair Lady. V hlavních rolích vystoupili Rex Harrison a Julie Andrews. Muzikál získal Cenu Tony za nejlepší muzikál a filmová společnost Metro-Goldwyn-Mayer si u nich objednala filmový muzikál Gigi (1958), který byl odměněn devíti Oscary, včetně ceny za nejlepší film. Dalším představením uvedeným na Broadwayi byl v roce 1960 Camelot. Hlavní role ztvárnili Richard Burton, Julie Andrews a Robert Goulet. Muzikál se stal dalším obrovským úspěchem.
Po tomto představení se Loewe rozhodl odejít na odpočinek do Palm Springs v Kalifornii. V roce 1973 však ještě pracoval na úpravě a rozšíření hudby pro jevištní uvedení filmového muzikálu Gigi. Divadelní podoba získala další Cenu Tony. V následujícím roce spolupracoval na fílmové verzi pohádkového příběhu Antoine de Saint-Exupéry Malý princ. Tento film propadl jak u kritiků tak u diváků. Film sám i hudba k němu však byla vydána na CD i DVD.
V Palm Springs zůstal Loewe až do své smrti v roce 1988. Je pohřben na hřbitově Desert Memorial Park v Cathedral City. V roce 1972 byl uveden do Songwriters Hall of Fame a v roce 1995 získal také svou hvězdu na Palm Springs Walk of Stars.

## Muzikály
- Salute To Spring (1937)
- Great Lady (1938)
- Life Of The Party (1942)
- What's Up? (1943)
- The Day Before Spring (1945)
- Brigadoon (1947)
- Paint Your Wagon (1951)
- My Fair Lady (1956)
- Gigi (filmový muzikál, 1958 – jevištní verze 1973)
- Camelot (1960)
- The Little Prince (1974)